# نوآ زاویدرا
نوآ زاویدرا (آلمانی: Noah Saavedra؛ زادهٔ ۱۳ فوریه ۱۹۹۱) بازیگر اهل اتریش است. نوآ زاویدرا ریشه‌های شیلیایی دارد؛ پدربزرگ او به‌دلیل رژیم نظامی آگوستو پینوشه از شیلی به اتریش گریخته بود. به همین دلیل، نوآ زاویدرا به زبان اسپانیایی نیز مسلط است.
او پس از پایان دوره آموزش اجباری، در سال‌های ۲۰۱۲ تا ۲۰۱۳ نخستین تجربه‌های بازیگری خود را در بورگ‌تئاتر وین به دست آورد. سپس از ۲۰۱۳ تا ۲۰۱۵ در کنسرواتوار شهر وین در رشته بازیگری تحصیل کرد. از پاییز ۲۰۱۵، زاویدرا به‌عنوان دانشجو در دانشکده عالی هنرهای نمایشی "ارنست بوش" در برلین ثبت‌نام شد.
او نخستین نقش سینمایی خود را در سال ۲۰۱۵ در فیلم جیمز باند اسپکتر ایفا کرد؛ فیلمی که در اتریش فیلم‌برداری شد و او در آن نقش یک اسنوبوردباز را بازی کرد. در سال ۲۰۱۶ در نقش اگون شیله در فیلم «اگون شیله: مرگ و دوشیزه» ظاهر شد.
از سال ۲۰۱۹، او عضو گروه تئاتر رزیدِنز در مونیخ است.
از فیلم‌ها یا مجموعه‌های تلویزیونی که وی در آن‌ها نقش داشته است، می‌توان به لوته در باهاوس و اسپکتر اشاره نمود.